# أدري فان مال
أدريانوس فان مال (بالهولندية: Adri van Male) (7 أكتوبر 1910 - 11 أكتوبر 1990) لاعب كرة قدم هولندي راحل كان يجيد اللعب في خط حراسة المرمى.
لعب طوال مسيرته الرياضية في نادي فيينورد (1930-1940).
مثل منتخب هولندا في 15 مباراة (1932-1940). شارك مع منتخب هولندا في بطولة كأس العالم 1934 في إيطاليا حيث خرج من الدور الثمن النهائي وفي بطولة كأس العالم 1938 في فرنسا حيث خرج من الدور الثمن النهائي أيضا.

## وصلات خارجية
- أدري فان مال على موقع الاتحاد الدولي (مؤرشف)  (الإنجليزية)
- أدري فان مال على موقع ناشيونال فوتبول تيمز (الإنجليزية)
- أدري فان مال على موقع Soccerway.com (الإنجليزية)
- أدري فان مال على موقع عالم كرة القدم.نت (الإنجليزية)
- هذا سيرة ذاتية